# Jon Huertas

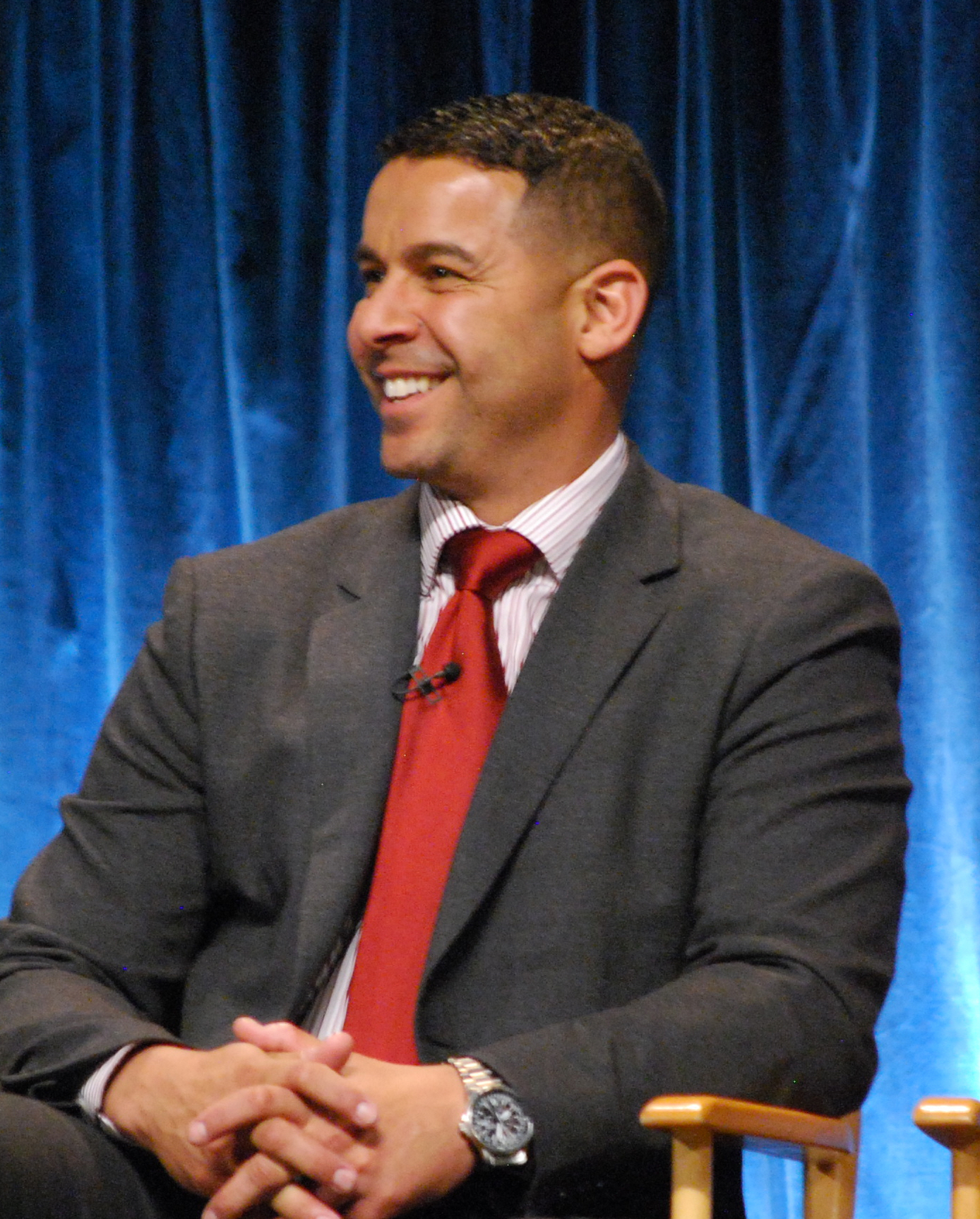
Jon Huertas (2012)

Jon Huertas (* 23. Oktober 1969 in New York City, New York) ist ein US-amerikanischer Schauspieler, Regisseur und Filmproduzent.

## Leben
Jon Huertas Vater war Puerto-Ricaner und seine Mutter eine Weiße. Aufgezogen wurde er von seinen Großeltern. Er besuchte die Texas Christian University und komponiert.
Bekannt wurde er durch seine Rolle als Sergeant Antonio „Poke“ Espera in der Miniserie Generation Kill – basierend auf dem gleichnamigen Bestseller des US-amerikanischen Schriftstellers und Journalisten Evan Wright – sowie als Joe Negroni in dem Film Why Do Fools Fall in Love – Die Wurzeln des Rock ’n’ Roll und als Detective Javier Esposito in der Fernsehserie Castle.
Er ist auch dafür bekannt, dass er Benefizveranstaltungen des Militärs besucht.

## Filmografie

### Schauspieler

#### Filme
- 1996: South Bureau Homicide
- 1996: Einsame Entscheidung (Executive Decision)
- 1998: Why Do Fools Fall in Love – Die Wurzeln des Rock ’n’ Roll (Why Do Fools Fall in Love)
- 1999: Cold Hearts
- 1999: Buddy Boy
- 1999: Stealth Fighter
- 2000: Ich hab doch nur meine Frau zerlegt (Picking Up the Pieces)
- 2000: Unter falschem Namen (Auggie Rose)
- 2001: Green Diggity Dog
- 2002: Bug
- 2002: Borderline – Unter Mordverdacht (Borderline)
- 2003: El gusano
- 2005: Induction
- 2006: The Yardsale
- 2006: Right At Your Door
- 2006: In der Hitze von L.A. (Hot Tamale)
- 2007: The Insatiable
- 2007: Making It Legal (Fernsehfilm)
- 2007: Believers
- 2008: The Objective
- 2012: Stash House
- 2015: Reparation
- 2020: Slayed – Wer stirbt als nächstes? (Initiation)

#### Serien
- 1995: Beverly Hills, 90210 (Episode 6x03)
- 1997: JAG – Im Auftrag der Ehre (JAG, 2 Episoden)
- 1998: Nash Bridges (Episode 4x02)
- 1998–1999: Moesha (8 Episoden)
- 1999: Undressed – Wer mit wem? (Undressed, 6 Episoden)
- 1999: New York Life – Endlich im Leben! (Time of Your Life, Episode 1x03)
- 2000: Ein Hauch von Himmel (Touched by an Angel, Episode 6x14)
- 1999–2000: Sabrina – Total Verhext! (Sabrina, the Teenage Witch, 12 Episoden)
- 2001: Resurrection Blvd (Episode 2x04)
- 2002: New York Cops – NYPD Blue (NYPD Blue, Episode 9x18)
- 2002–2003: The Shield – Gesetz der Gewalt (The Shield, 2 Episoden)
- 2004: Lady Cops – Knallhart weiblich (The Division, Episode 4x01)
- 2004: The Joe Schmo Show (9 Episoden)
- 2004: Crossing Jordan – Pathologin mit Profil (Crossing Jordan, Episode 4x09)
- 2005: Without a Trace – Spurlos verschwunden (Without a Trace, Episode 3x14)
- 2005: CSI: Den Tätern auf der Spur (CSI: Crime Scene Investigation, Episode 5x21)
- 2006: Cold Case – Kein Opfer ist je vergessen (Cold Case, Episode 3x06)
- 2006: Invasion (Episode 1x21)
- 2007: Prison Break (Episode 2x22)
- 2008: Generation Kill (Miniserie, 7 Episoden)
- 2008: Terminator: The Sarah Connor Chronicles (Episode 2x04)
- 2008: Navy CIS (NCIS, 2 Episoden)
- 2009: Dark Blue (Episode 1x07)
- 2009–2016: Castle (173 Episoden)
- 2016–2019: Elementary (3 Episoden)
- 2019: The Rookie (Episode 2x03 Am Limit)
- 2016–2022: This Is Us – Das ist Leben (This Is Us, 58 Episoden)

### Regisseur
- 2021–2022: This Is Us – Das ist Leben (This Is Us, 2 Episoden)
- 2022–2023: The Rookie (2 Episoden)
- 2023: The Rookie: Feds (Episode 1x14)
- 2023: The Company You Keep (2 Episoden)
- 2024–2025: Tracker (2 Episoden)
- 2025: The Irrational (Episode 2x13)

### Filmproduzent
- 2020: Slayed – Wer stirbt als nächstes? (Initiation)
- 2023: The Trap